# NGC 2673
NGC 2673 je galaksija u zviježđu Raku.

## Vanjske poveznice
- SEDS: NGC 2673